# 法馬蒂納山脈

法馬蒂納山脈是阿根廷的山脈，位於該國西北部，由拉里奧哈省負責管轄，屬於潘佩阿納斯山脈的一部分，最高點海拔高度6,250米。
29°00′52″S 67°47′58″W / 29.01444°S 67.79944°W